# Smerina manoro
Smerina manoro is een vlinder uit de familie Nymphalidae. De wetenschappelijke naam is gepubliceerd in 1871 door Christopher Ward.
De soort komt voor in de bossen van Oost-Madagaskar.